# Abandon All Ships
Abandon All Ships je kanadská electronicoreová skupina z Toronta. Vznikla v roce 2006 a od té doby vydala stejnojmenné EP v roce 2009 a jedno studiové album Geeving v roce 2010 přes Universal Music Canada a Rise.

## Členové skupiny
- Angelo Aita - screaming (2006 - 2014, 2016 - současnost)
- Martin Broda - vokály (2006 - 2014, 2016 - současnost), basová kytara, klávesy (2009 - 2014, 2016 - současnost), bicí (2006 - 2009)
- Sebastian Cassisi-Nunez - klávesy, syntezátory, programming (2006 - 2014, 2016 - současnost)
- Daniel Ciccotelli - sólová kytara (2011 - 2013, 2016 - současnost)
- Melvin Murray - bicí (2013 - 2014, 2016 - současnost)
- Andrew Paiano - rytmická kytara (2008 - 2011, 2016 - současnost)